# Завксидам
Завксидам (аттич. Зевксидам; др.-греч. Ζευξίδαμος) — легендарный царь Спарты из рода Еврипонтидов, правивший в конце VIII — начале VII веков до н. э.
Согласно Павсанию, Завксидам был сыном Архидама и внуком царя Феопомпа. Сын Завксидама Анаксидам после смерти отца унаследовал спартанский престол.